# Christophe Stienlet
Christophe Stienlet (België, 28 juli 1972) is een Belgisch acteur.
Tot 2017 ging Stienlet door het leven als Christophe, maar tijdens het televisieprogramma Foute vrienden veranderde hij dit tijdelijk in Bartje.
Stienlet werd bekend met zijn rol als Bartje in het kinderprogramma Schuif Af. Verder was hij te zien als Luc De Laet, de rechterhand van 'Chef' Jef Lits in Familie. Hij speelde gastrollen in Flikken (Baetens Jr.), Thuis (Antoine), Verschoten & Zoon (Yens), Wittekerke (Vincent), Spoed (Steven Saegerman), Witse (Jeroen Donckers), LouisLouise (Raf) en Vermist IV. In 2008 speelde hij Lucas in VTM-soap Wittekerke. Hij had een gastrol in 2003 in W817 als hacker.
In het najaar van 2015 deed hij mee in het derde seizoen van Foute Vrienden op de Vlaamse televisiezender Q2. Onder het mom van een straf binnen dit televisieprogramma, veranderden zijn vrienden Stienlets voornaam officieel in Bartje, dit als aandenken aan zijn tijd bij Schuif Af. Tijdens die aflevering leek het alsof deze verandering permanent was, maar achteraf bleek het slechts 1 maand te duren. Sinds 2017 is Stienlet ook stadionomroeper tijdens de thuiswedstrijden van het Belgisch voetbalelftal.
Stienlet is getrouwd met de jongere zus van Joyce De Troch. Samen hebben ze twee zonen.

## Filmografie
| Titel             | Rol                       | Jaar      | Medium | Opmerking                                      |
| ----------------- | ------------------------- | --------- | ------ | ---------------------------------------------- |
| Chez Bompa Lawijt | Bryan                     | 1996      | VTM    | Aflevering 46 (S3 E11): Jong van geest         |
| Wittekerke        | Peter                     | 1997      | VTM    | Seizoen 5                                      |
| Schuif Af         | Bartje                    | 1997-2006 | VTM    | Presentator                                    |
| Deman             | Journalist (niet genoemd) | 1998      | VTM    | Aflevering 6: Duivelse minnaars                |
| De Kotmadam       | Jongen in de nachtwinkel  | 1998      | VTM    | Aflevering 122 (S8: E2): Nachtwinkel           |
| W817              | Gast housewarming         | 1999      | Ketnet | Aflevering 1 (S1: E1)                          |
| W817              | Bendelid                  | 2000      | Ketnet | Aflevering 16 (S2: E6)                         |
| Spoed             | Stijn Verliers            | 2000      | VTM    | Aflevering 6 (S1: E6): Abortus                 |
| Thuis             | Antoine                   | 2000      | VRT 1  | Aflevering 864-886 (S6: E14-36)                |
| Filkken           | Baetens Jr.               | 2000      | VRT 1  | Aflevering 15 (S2: E2): Scoren                 |
| Spoed             | Steven Saegerman          | 2000      | VTM    | Aflevering 34 (S2: E16): Personeelsfeest       |
| W817              | Hacker                    | 2001      | Ketnet | Aflevering 51 (S3: E21)                        |
| Familie           | Roel                      | 2001      | VTM    | Aflevering 2100-2119 (S10: E182-201)           |
| Verschoten & Zoon | Yens                      | 2002      | VTM    | Aflevering 28 (S3: E2): Home sweet homo        |
| De gSM            | ?                         | 2002      | /      | korte film                                     |
| W817              | Hooligan                  | 2003      | Ketnet | Aflevering 124 (S5: E24)                       |
| Familie           | Luc De Laet               | 2005-2007 | VTM    | Aflevering 3113-3543 (S15: E1-S16: E168)       |
| Spoed             | ?                         | 2005      | VTM    | Aflevering 173 (S8: E8): Recht in Eigen Handen |
| Witse             | Jeroen Doncker            | 2006      | VRT 1  | Aflevering 41 (S4: E2): Nachttrein             |
| Wittekerke        | Lucas                     | 2007      | VTM    | Seizoen 14                                     |
| Happy Singles     | Peter                     | 2008      | VTM    | Aflevering 11 (S1: E1): Trouwjurk              |
| LouisLouise       | Raf                       | 2009      | VTM    | Aflevering 80                                  |
| Ella              | Koen                      | 2010-2011 | VTM    | Terugkerende gastrol                           |
| Vermist           | Meneer Desmet             | 2012      | VIER   | Aflevering 34 (S4: E4): Myriam                 |
| Aspe              | Ludwig Gebuurs            | 2013      | VTM    | Aflevering 107 (S9: E6): De zaak 'De Maegd'    |
| De Kotmadam       | Koen                      | 2013      | VTM    | Aflevering 301 (S21: E7): De Lekkerbek         |
| ROX               | Paul                      | 2014      | Ketnet | Aflevering 40 (S4: E1): Red de zeehond         |
| Familie           | Johan                     | 2019      | VTM    | Aflevering 6404-6429 (S28: E196-S29: E1)       |
| Vloglab #Stories  | Papa Tristan              | 2018-2022 | VTM    | 28 afleveringen                                |
| Vloglab the Movie | Christophe                | 2023      | /      | Film                                           |

| Titel                                        | Rol                           | Jaar | Medium | Opmerking                         |
| -------------------------------------------- | ----------------------------- | ---- | ------ | --------------------------------- |
| Alles Moet Weg                               | hemzelf                       | 2008 | VTM    | /                                 |
| Begijn Le Bleu: Speciaal voor u              | speciale dank                 | 2015 | /      | TV-film                           |
| Foute Vrienden                               | hemzelf                       | 2015 | Q2     | Seizoen 3                         |
| Foute Vrienden, de film                      | hemzelf                       | 2015 | /      | Film                              |
| Jonas & Van Geel                             | hemzelf/ Bartje               | 2016 | VTM    | Aflevering 29 (S2: E9)            |
| 30 Jaar VTM                                  | hemzelf                       | 2019 | VTM    | TV-film                           |
| Code van Coppens                             | Team met Ingeborg             | 2021 | VTM    | Seizoen 3: aflevering 8: Bakkerij |
| The Big Bang                                 | Team groen met Jeroen Verdick | 2023 | VTM    | Aflevering 3                      |
| Xander De Rycke: Houdt Het Voor Bekeken 2023 | hemzelf (cameo)               | 2024 | /      | TV-special                        |